# أفدييا فرسايفيتش
أفدييا فرسايفيتش (مواليد 6 مارس 1986) هو لاعب كرة قدم. يلعب مع منتخب البوسنة والهرسك لكرة القدم. سبق له أن لعب في كأس العالم لكرة القدم مع منتخب بلاده.

## روابط خارجية
- أفدييا فرسايفيتش على موقع الاتحاد الدولي (مؤرشف)  (الإنجليزية)
- أفدييا فرسايفيتش على موقع الاتحاد الأوربي (الإنجليزية)
- أفدييا فرسايفيتش على موقع اتحاد تركيا (لاعب) (الإنجليزية)
- أفدييا فرسايفيتش على موقع قاعدة بيانات كرة القدم.إي يو (الإنجليزية)
- أفدييا فرسايفيتش على موقع ناشيونال فوتبول تيمز (الإنجليزية)
- أفدييا فرسايفيتش على موقع Soccerbase.com (لاعب) (الإنجليزية)
- أفدييا فرسايفيتش على موقع Soccerway.com (الإنجليزية)
- أفدييا فرسايفيتش على موقع عالم كرة القدم.نت (الإنجليزية)
- أفدييا فرسايفيتش على موقع AS.com (الإسبانية)